# 安中徳二
安中 徳二（あんなか とくじ、別表記:安中 德二、1940年または1941年 – 2020年 <令和2年> 6月7日）は、日本の建設技官。建設省下水道部長、日本下水道事業団理事長等を歴任。瑞宝中綬章受章。位階は従四位。

## 人物・経歴
1967年 (昭和42) 年3月 東京大学大学院工学系研究科（土木工学専門課程）を修了し、同年4月建設省に入省。土木研究所赤羽支所下水道部第三次処理研究室長をはじめ，岡山県土木部下水道課長、土木研究所下水道部長、都市局下水道部長、財団法人河川環境管理財団技術参与。2002年から2005年 日本下水道事業団理事長。事業団の地方共同法人化を行った。同年7月 社団法人日本下水道協会第42回定時総会で理事長に選出された。同年6月から2017年6月まで一般社団法人日本非開削技術協会会長。2020年6月7日 逝去。

## 栄典
- 2013年春 建設行政事務功労として瑞宝中授章を受章[5]。
- 死没日をもって従四位に叙された[6]。